# Doulaincourt-Saucourt
Doulaincourt-Saucourt is een gemeente in het Franse departement Haute-Marne (regio Grand Est). De plaats maakt deel uit van het arrondissement Saint-Dizier. Doulaincourt-Saucourt telde op 1 januari 2022 753 inwoners.

## Geografie
De oppervlakte van Doulaincourt-Saucourt bedroeg op 1 januari 2022 43,86 vierkante kilometer; de bevolkingsdichtheid was toen 17,2 inwoners per km².

## Demografie
Onderstaande figuur toont het verloop van het inwonertal (bron: INSEE-tellingen).